# Leamon King
Leamon King (Tulare, 13 februari 1936 - Delano, 22 mei 2001) was een Amerikaans atleet.

## Biografie
King evenaarde in de aanloop naar de Olympische Zomerspelen 1956 meerdere malen het wereldrecord op de 100 meter
Tijdens de Olympische Zomerspelen 1956 werd King met de Amerikaanse 4x100 meter ploeg olympisch kampioen in een wereldrecord.
Nadat hij zijn carrière in de atletiek had afgesloten, keerde hij terug naar zijn baan als docent. 

## Titels
- Olympisch kampioen 4 x 100 m - 1956

## Persoonlijke records
| Onderdeel | Prestatie | Jaar |
| --------- | --------- | ---- |
| 100 m     | 10,1 s    | 1956 |
| 200 m     | 21,3 s    | 1957 |

## Palmares

### 4 x 100 m
- 1956:  OS - 39,5 s

1912: Jacobs, Macintosh, d'Arcy, Applegarth ·
1920: Paddock, Scholz, Murchison, Kirksey ·
1924: Clarke, Hussey, Leconey, Murchison ·
1928: Wykoff, Quinn, Borah, Russell ·
1932: Kiesel, Toppino, Dyer, Wykoff ·
1936: Owens, Metcalfe, Draper, Wykoff ·
1948: Ewell, Wright, Dillard, Patton ·
1952: Smith, Dillard, Remigino, Stanfield ·
1956: Murchison, King, Baker, Morrow ·
1960: Cullmann, Hary, Mahlendorf, Lauer ·
1964: Drayton, Ashworth, Stebbins, Hayes ·
1968: Greene, Pender, Smith, Hines ·
1972: Black, Taylor, Tinker, Hart ·
1976: Glance, Jones, Hampton, Riddick ·
1980: Moeravjov, Sidorov, Prokofjev, Aksinin ·
1984: Graddy, Brown, Smith, Lewis ·
1988: Bryzgin, Krylov, Moeravjov, Savin ·
1992: Marsh, Burrell, Mitchell, Lewis ·
1996: Esmie, Gilbert, Surin, Bailey ·
2000: Drummond, Williams, Lewis, Greene ·
2004: Gardener, Campbell, Devonish, Lewis-Francis ·
2008: Bledman, Burns, Callender, Thompson ·
2012: Carter, Frater, Blake, Bolt ·
2016: Powell, Blake, Ashmeade, Bolt ·
2020: Desalu, Jacobs, Patta, Tortu ·
2024: Brown, Blake, Rodney, De Grasse